# Завершающий
Завершающий — упразднённый посёлок в Зейском районе Амурской области России. Исключен из учётных данных в 1974 году.

## География
Посёлок располагался на правом берегу реки Вторая Гарь в месте впадения в неё ручья Завершающий, на расстоянии примерно 28 километров (по прямой) к северо-западу поселка Октябрьский.

## История
Решением Амурского исполкома от 7 июня 1974 года № 253, посёлок Завершающий исключен из учётных данных как несуществующий.